# NGC 128
NGC 128 este o galaxie lenticulară situată în Constelația Peștii. A fost descoperită de către William Herschel în 25 decembrie 1790 și observată încă o dată de către John Herschel în 12 octombrie 1827. NGC 128 este membră a grupului NGC 128 (format din galaxiile NGC 125, NGC 126, NGC 127, NGC 128 și NGC 130), fiind chiar cea mai mare galaxie din acest grup. Coordonatele aproximative înregistrate ale galaxiei sunt 00h 22m 05s, +87° 54.6′ -20.0″. NGC 128 se află la aproximativ 190.000 de ani-luimnă depărtare de Terra și diametrul acesteia are lungimea de circa 138.000-165.000 de ani-lumină.